# Boguti (Czarnogóra)
Boguti (cyr. Богути) – wieś w Czarnogórze, w gminie Cetynia. W 2003 roku liczyła 4 mieszkańców.